# Aphelinoidea turanica
Aphelinoidea turanica is een vliesvleugelig insect uit de familie Trichogrammatidae. De wetenschappelijke naam is voor het eerst geldig gepubliceerd in 1995 door S. Trjapitzin.